# Episodi di Sweet Valley High (quarta stagione)
La quarta stagione di Sweet Valley High è composta da 22 episodi, andati in onda a cavallo nel  1997.
| nº      | Titolo originale                 | Titolo italiano | Prima TV Canada   | Prima TV Italia |
| ------- | -------------------------------- | --------------- | ----------------- | --------------- |
| 67/4.1  | Romance Wasn't Built in a Day'   |                 | 15 settembre 1997 |                 |
| 68/4.2  | Loose Lips Sink Yachts           |                 | 16 settembre 1997 |                 |
| 69/4.3  | Drag King                        |                 | 17 settembre 1997 |                 |
| 70/4.4  | The Right to Bare Midriffs       |                 | 18 settembre 1997 |                 |
| 71/4.5  | Lights, Camera, Factions         |                 | 19 settembre 1997 |                 |
| 72/4.6  | A Kiss is Just a Kiss            |                 | 22 settembre 1997 |                 |
| 73/4.7  | The Kiss Heard Around the School |                 | 23 settembre 1997 |                 |
| 74/4.8  | Lucky Streaks                    |                 | 24 settembre 1997 |                 |
| 75/4.9  | West Coast Story - part 1 e 2    |                 | 25 settembre 1997 |                 |
| 76/4.10 | West Coast Story - part 1 e 2    |                 | 26 settembre 1997 |                 |
| 77/4.11 | Rumble in the Valley             |                 | 29 settembre 1997 |                 |
| 78/4.12 | Devon Breaklaw                   |                 | 30 settembre 1997 |                 |
| 79/4.13 | Skiing is Believing              |                 | 1º ottobre 1997   |                 |
| 80/4.14 | Single in Sweet Valley           |                 | 2 ottobre 1997    |                 |
| 81/4.15 | Sailing Solution                 |                 | 3 ottobre 1997    |                 |
| 82/4.16 | Down By Whitelaw - part 1 e 2    |                 | 6 ottobre 1997    |                 |
| 83/4.17 | Down By Whitelaw - part 1 e 2    |                 | 7 ottobre 1997    |                 |
| 84/4.18 | Swing Time                       |                 | 8 ottobre 1997    |                 |
| 85/4.19 | Down Horoscope                   |                 | 9 ottobre 1997    |                 |
| 86/4.20 | A Simple Twist of Mates          |                 | 10 ottobre 1997   |                 |
| 87/4.21 | Ticket to Lie                    |                 | 13 ottobre 1997   |                 |
| 88/4.22 | Animal Rights and Wrongs         |                 | 14 ottobre 1997   |                 |